# Comté de Gundagai
Le comté de Gundagai (en anglais : Gundagai Shire) est une ancienne zone d'administration locale située dans l'État de Nouvelle-Galles du Sud en Australie. Il a existé de 1924 à 2016, date à laquelle il a été intégré au conseil de la région de Cootamundra-Gundagai.

## Géographie
Le comté s'étendait sur 2 458 km2 dans la région des South West Slopes dans le sud de la Nouvelle-Galles du Sud. Il comprenait la ville de Gundagai et les villages de Coolac, Muttama, Nangus et Tumblong.

## Histoire
La municipalité de Gundagai, créée en 1889, et le comté d'Adjungbilly, en 1906, ont été fusionnés le 1er janvier 1924 pour former le comté de Gundagai. Celui-ci a été supprimé le 12 mai 2016 sur décision du gouvernement de Nouvelle-Galles du Sud et fusionné avec le comté de Cootamundra pour former le conseil de la région de Cootamundra-Gundagai.

## Démographie
En 2011, la population s'élevait à 3 662 habitants.